# Giovanni Battista Crespi

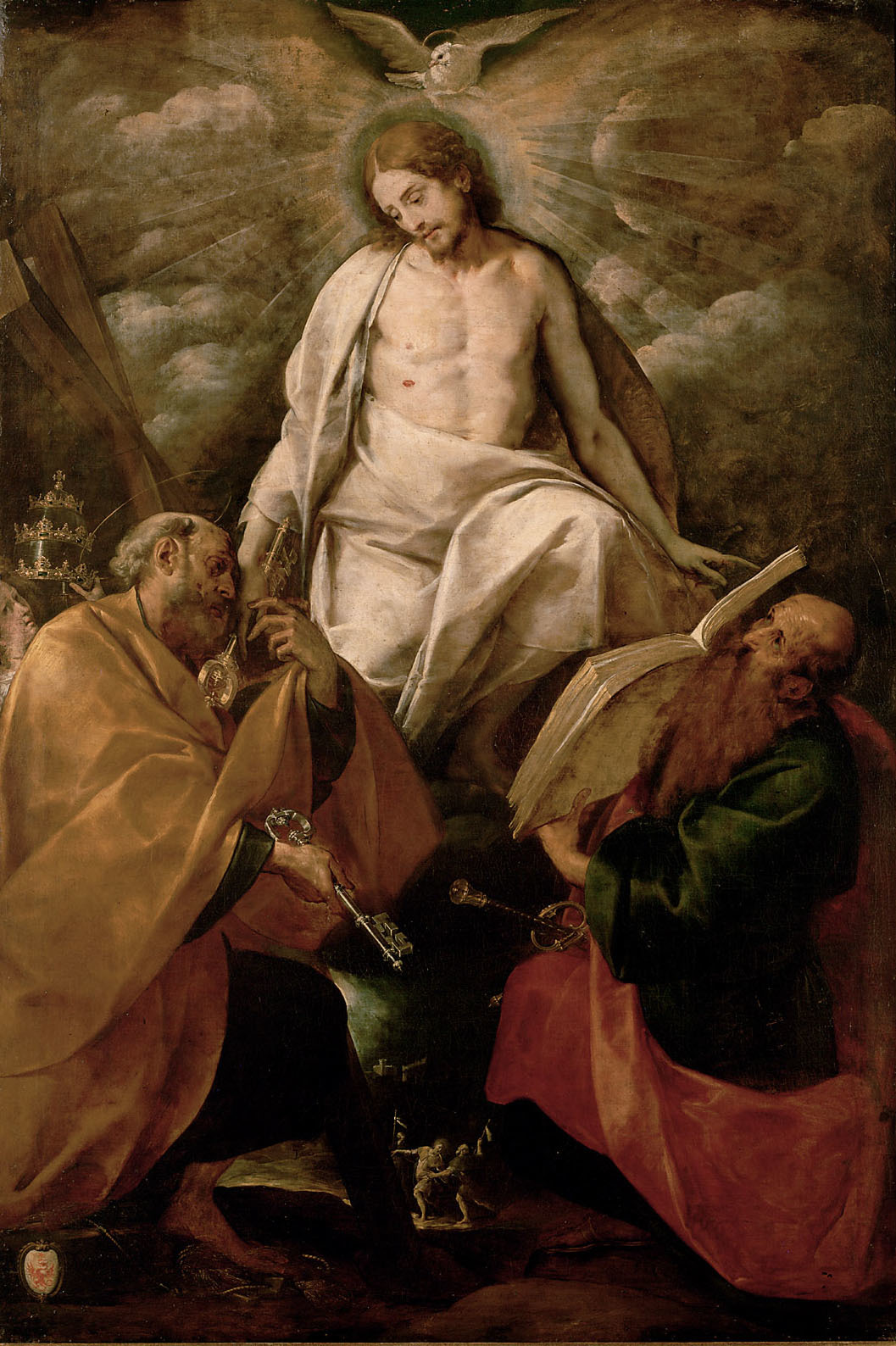
Jesus uppenbarar sig för apostlarna Paulus och Petrus. Kunsthistorisches Museum, Wien

Giovanni Battista Crespi, kallad il Cernano, född 23 december 1573, död 23 oktober 1632, var en italiensk målare, skulptör och arkitekt. Han var farbror och lärare till Daniele Crespi.
Giovanni Battista Crespi verkade huvudsakligen i Milano.